# تقارير الاستشهاد بالمجلات الأكاديمية
تقارير استشهاد المجلات  عبارة عن منشور سنوي من قبل قسم الرعاية الصحية والعلوم من مؤسسة تومسون رويترز، وتوفر هذه التقارير معلومات وإحصاءات عن المجلات العلمية المحكمة في مجال العلوم الاجتماعية ومجال العلوم، بما في ذلك معامل التأثير لكل مجلة، وقد تم إدراجها تحت خدمات شبكة المعرفة في موقع مؤسسة تومسون رويترز بعد أن كانت تنشر من قبل في موقع فهرس الاستشهاد للعلوم.

## المعلومات التي تقدمها التقارير
تشمل المعلومات المقدمة في التقارير عن كل مجلة علمية محكمة على التالي:
- المعلومات الببليوغرافية الأساسية كاسم الناشر، واسم المجلة واختصار الاسم إن وجد، ولغة المجلة، ورقم المجلة التسلسلي المعياري الدولي.
- الفئة التي ينتمي إليها موضوع المجلة (هناك 171 من هذه الفئات في العلوم و 54 في العلوم الاجتماعية).
- عدد من المقالات التي نشرت في المجلة خلال ذلك العام.
- عدد المرات التي تم الاستشهاد فيها خلال ذلك العام بالمقالات المنشورة في المجلة من قبل مقالات منشورة في ذات المجلة أو في مجلات أخرى.

كما تقدم التقارير جداولاً مفصلة لعرض المعلومات التالية:
- عدد المرات التي استشهدت فيها الأبحاث المنشورة في المجلة خلال العشر سنوات الماضية بأبحاث المجلة ذاتها أو بأبحاث منشورة في مجلات معينة (كأكثر عشرين مجلة تم الاستشهاد بها مثلاً).
- عدد المرات التي تم الاستشهاد فيها بالأبحاث المنشورة في المجلة خلال العشر سنوات الماضية من قبل أبحاث المجلة ذاتها أو من قبل أبحاث منشورة في مجلات معينة (كأكثر عشرين مجلة تم الاستشهاد بها مثلاً).

كما تقدم التقارير أيضاً عدداً من المقاييس التي يتم حسابها:
- معامل تأثير المجلة، ويمثل معدل عدد المرات التي تم الاستشهاد فيها من الأبحاث المنشورة في تلك المجلة خلال السنتين الماضيتين من قبل الأبحاث المنشورة في المجلات الأخرى أو في المجلة ذاتها.
- مؤشر الفورية، ويمثل عدد المرات التي تم الاستشهاد فيها تلك السنة بالمقالات التي نشرت في المجلة في نفس العام.
- مقياس نصف العمر للأبحاث التي تم الاستشهاد بها، ويمثل متوسط عمر المواد البحثية التي تم الاستشهاد بها من قبل الأبحاث المنشورة في المجلة خلال تلك السنة.
- مقياس نصف العمر للأبحاث التي تستشهد بالمجلة، ويمثل متوسط عمر من المواد البحثية التي استشهدت بالأبحاث المنشورة في المجلة خلال تلك السنة.

وتوجد طبعات منفصلة لكل من مجال العلوم ومجال العلوم الاجتماعية تتضمن 6166 مجلة علمية محكمة في مجال العلوم و 1768 مجلة علمية محكمة في مجال العلوم الاجتماعية، ويصدر عدد كل سنة في السنة التي تليها بعد أن تتم دراسة جميع الاستشهادات لذلك العام.

## الانتقادات
تواجه تقارير استشهاد المجلات العديد من الانتقادات تتعلق أغلبها بطريقة حساب معامل التأثير، ويمكن الرجوع للمقالة الخاصة بمعامل التأثير لمعرفة المزيد عن هذه الانتقادات، كما أن أغلب المجلات التي تغطيها هذه التقارير عبارة عن مجلات باللغة الإنجليزية ومن منشورات أمريكا الشمالية، مما يقلل من قيمة المجلات المنشورة في أوروبا وتلك المنشورة بلغات أخرى.

## وصلات خارجية
الموقع الرسمي